# Роџер Мајерс
Роџер Мајерс Јр. је измишљени лик из телевизијске серије Симпсонови. Он је продуцент филма „Сврабиша и Чешко шоу“ и син Роџера Мајерса Ср. који је осмислио „Сврабишу и Чешка“. Његови филмови су често оспоравани и критиковано од стране родитеља јунака због насиља које се приказује у тим филмовима. После опадања гледаности „Сврабиша и Чешко шоуа“ он је убацио Пучија у шоу Сврабише и Чешка како би постигао бољу гледаност.